# Bela Nusúyeva
Bela Nusúyeva –en ruso, Белла Нусуева– (16 de febrero de 1971) es una deportista rusa que compitió en esgrima, especialista en la modalidad de florete. Ganó dos medallas en el Campeonato Europeo de Esgrima de 2000, oro en la prueba por equipos y bronce en la individual.

## Palmarés internacional
| Campeonato Europeo | Campeonato Europeo | Campeonato Europeo | Campeonato Europeo  |
| Año                | Lugar              | Medalla            | Prueba              |
| ------------------ | ------------------ | ------------------ | ------------------- |
| 2000               | Funchal (Portugal) | Medalla de oro     | Florete por equipos |
| 2000               | Funchal (Portugal) | Medalla de bronce  | Florete individual  |